# Mickey Mouse: The Computer Game
 (avril 2020).
Si vous disposez d'ouvrages ou d'articles de référence ou si vous connaissez des sites web de qualité traitant du thème abordé ici, merci de compléter l'article en donnant les références utiles à sa vérifiabilité et en les liant à la section « Notes et références ».
Mickey Mouse: The Computer Game est un jeu vidéo de plate-forme édité en 1988 par Gremlin Graphics Software sur Amiga, Amstrad CPC, Atari ST, Commodore 64 et ZX Spectrum.

## Système de jeu
En parcourant les tours du château de Disney, qui font offices de labyrinthe, Mickey Mouse doit retrouver les 4 bouts de la baguette magique de Merlin qui ont été éparpillés par des sbires du roi Ogre.
Plusieurs mini-jeux sont présents dans le style de Pac-Man ou de Donkey-Kong.

## Sortie
Le jeu est d'abord sorti sur Amiga en 1988. Puis la même année, une version a été rendue disponible sur Amstrad CPC, Atari ST, Commodore 64 et ZX Spectrum. Le jeu est uniquement disponible en anglais.
Le jeu a également été distribué en Espagne dans une compilation de "1 por 2" par Erbe Software.
Il ne doit pas être confondu avec Mickey Mousescapade sorti un an plus tôt sur NES.

## Critique
Le jeu a reçu une plutôt bonne critique à sa sortie par les magazines spécialisés comme ACE magazine lui donnant la note de 743/1000.